# Operatie Lumberjack
Operatie Lumberjack (1 - 25 maart 1945) was een militaire operatie die werd uitgevoerd in de laatste maanden van de Tweede Wereldoorlog in Europa. De operatie werd in maart 1945 gelanceerd door het Amerikaanse 1e Leger en had als doel om strategisch gelegen Duitse steden als Keulen in handen te krijgen, en ook om de rivier de Rijn over te steken.

## Tijdpad
Op 21 februari 1945 stak het Amerikaanse 1e Leger de Roer over, die de Duitsers buiten haar oevers hadden laten treden door de afsluiters van de Schwammenaueldam te saboteren. De Amerikanen veroverden Keulen op 7 maart 1945, de Duitsers waren de Rijn overgestoken en hadden de Hohenzollernbrug op 6 maart achter zich opgeblazen. Sergeant Alexander A. Drabik van de Amerikaanse 9de Pantserdivisie leidde zijn troepen op 7 maart naar het stadje Remagen. Ze bereikten de Ludendorffbrug en staken deze onder zwaar vuur om 15.50 uur over.
De verovering van deze brug bleek een vitaal onderdeel van de uiteindelijke doorstoot in Duitsland te zijn. Spoedig staken 8.000 man de brug over. Twee tijdelijke bruggen werden ernaast opgericht. Pogingen om de brug te vernietigen faalden. Adolf Hitler liet alle mannen die verantwoordelijk waren voor Remagen fusilleren.
Op 17 maart bezweek de brug onder voortdurende bombardementen. De Amerikanen controleerden toen reeds een strook van 13 kilometer breed en 40 kilometer diep op de oostelijke Rijnoever. In dit gebied bouwden de Amerikanen in enkele dagen 62 bruggen en op 25 maart waren reeds verscheidene geallieerde legers overgestoken en gereed om door te stoten.